# Smolnik (Isergebirge)
Der Smolnik (deutsch: Pochberg, auch Unterer Nebelberg) ist ein 624 m hoher Berg im schlesischen Teil des Isergebirges in Polen. Der Smolnik erhebt sich südlich von Chromiec (Ludwigsdorf) im Zackenkamm in der Gemeinde Stara Kamienica.

## Beschreibung
Der Gipfel ist unbewaldet. Der Berg besteht aus Graniten und Gneisen sowie Quarzen. 